# Euthore meridana
Euthore meridana – gatunek ważki z rodziny Polythoridae. Występuje na terenie Ameryki Południowej.